# Vasile Ghiga
Vasile Ghiga (n. 21 mai 1952) este un deputat român în legislatura 1996-2000, ales în județul Vaslui pe listele Partidului Ecologist Român. vasile Ghiga a devenit depuat neafiliat din martie 1998. În cadrul activității sale parlamentare, Vasile Ghiga a fost membru în grupurile parlamentare de prietenie cu Republica Cehă și Republica Islamică Iran.